# Johann Heinrich Jung-Stilling

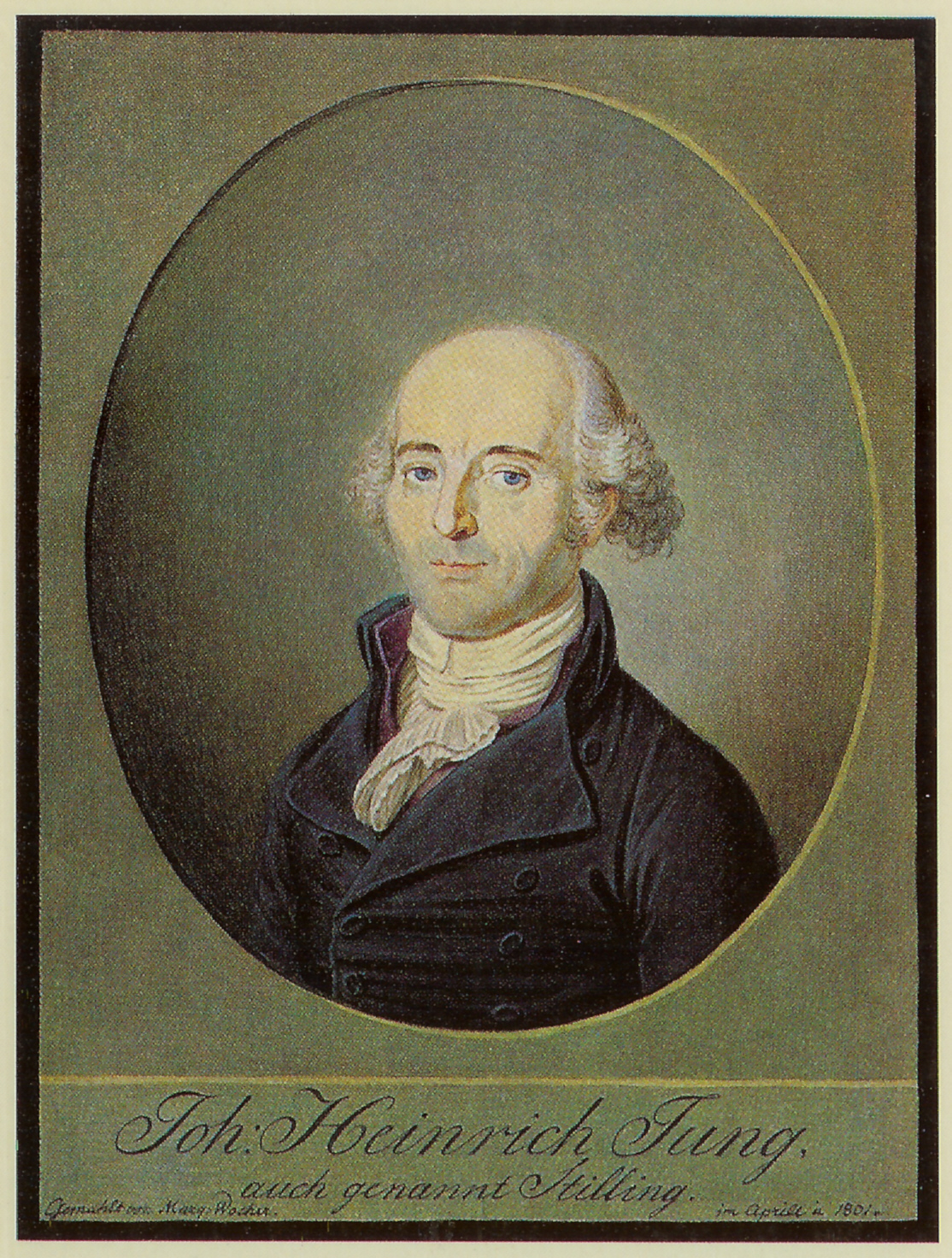
Johann Heinrich Jung, genannt Jung-Stilling, 1801 im Alter von 60 Jahren. Das Aquarell von Marquard Wocher (1760–1830) befindet sich im Kupferstichkabinett Basel.

Johann Heinrich Jung (genannt Jung-Stilling; auch Heinrich Jung; * 12. September 1740 in Grund im Siegerland; † 2. April 1817 in Karlsruhe) war ein deutscher Augenarzt, Staatsrechtler, Wirtschaftswissenschaftler und mystisch-spiritualistischer Schriftsteller.

## Leben

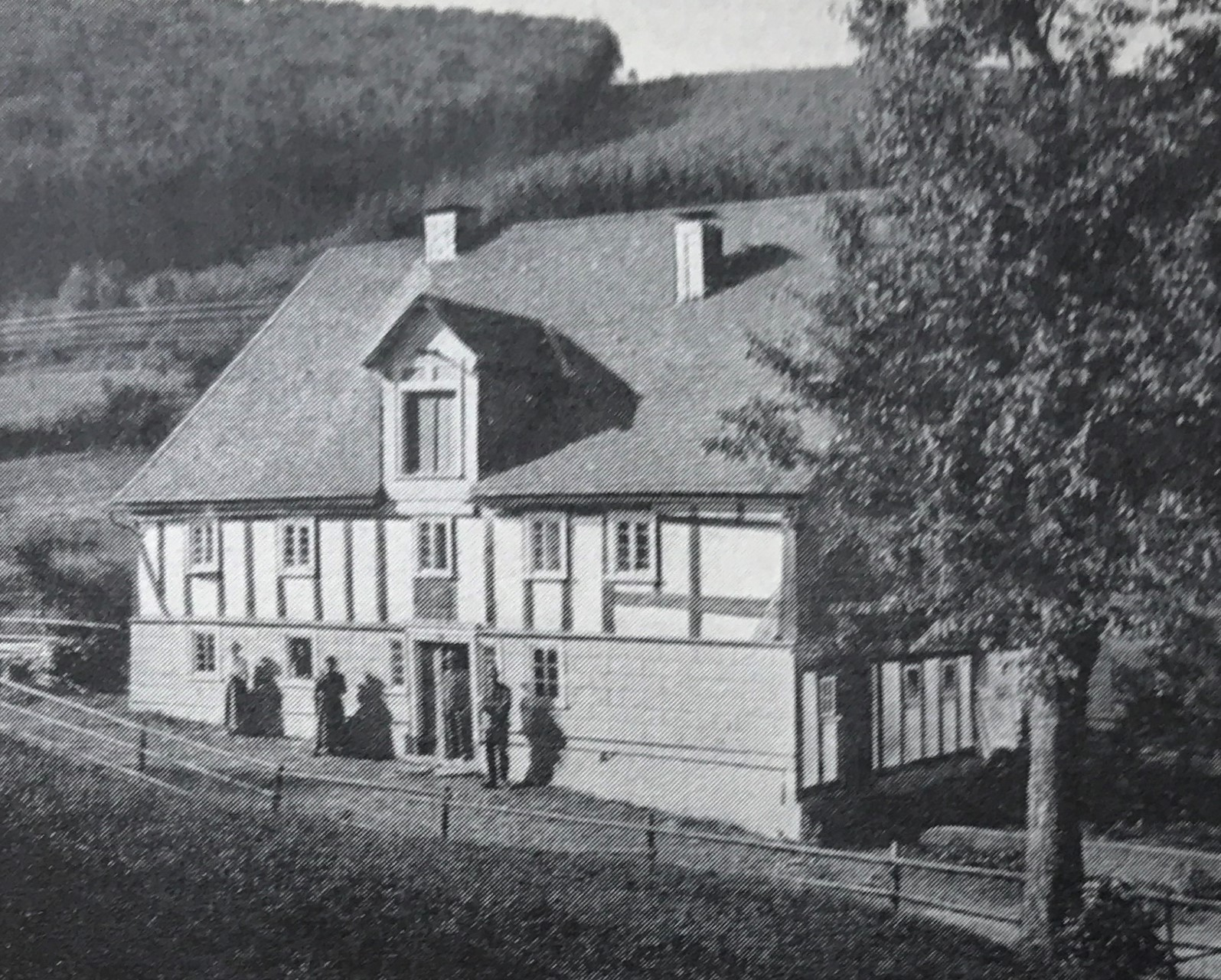
Geburtshaus Jung-Stillings, 1930er Jahre

Johann Heinrich Jungs Vater war der Dorfschneider Johann Helmann Jung (1716–1802), der in der Lebensgeschichte „Wilhelm“ genannt wird, seine Mutter Johanna Dorothea geborene Fischer („Dortchen“, evtl. auch Dorte genannt; * 1717) starb am 19. April 1742, als Jung 18 Monate alt war. Jung wuchs in einer der damals üblichen Großfamilien auf. Diese zählte zum unteren Mittelstand; neben dem Einkommen des Vaters und Großvaters besaß die Familie ein eigenes Haus und eine teilselbstversorgende Landwirtschaft.
Jung wechselte nach dem Besuch der Dorf- zur Lateinschule, die er mit 14 Jahren verließ. Nach seiner Konfirmation erhielt Jung die erste Schulmeisterstelle. So war er nun regelmäßig von donnerstags bis samstags als Lehrer in Dörfern seiner Heimat tätig. An den übrigen Wochentagen arbeitete er in der Schneiderei seines Vaters.
Nach der Wiederverheiratung des Vaters verließ er als 22-Jähriger seine Heimat und war zunächst als Schulmeister im Bergischen in der Nähe (eine halbe Stunde entfernt) von Hückeswagen tätig. Sieben Jahre hindurch war Jung  Hausinspektor und die rechte Hand des reichen Eisenhammerbesitzers, Fabrikanten und Fernhandelskaufmanns Peter Johannes Flender (in den Erzählungen als „Herr Spanier“ bezeichnet) in Kräwinklerbrücke im Bergischen Land. Jung wirkte bei Flender als Kaufmannsgehilfe sowie als Lehrer der Kinder des Patrons und lernte auch selbst weitere Sprachen (Französisch, Griechisch, Hebräisch). Zu dieser Zeit begann er sich für die Augenheilkunde zu interessieren und kümmerte sich auf seinen Reisen in Handelsangelegenheiten, angeregt dazu von dem Attendorner Pastor Molitor, um Augenkranke. Auf einer dieser Reisen lernte er seine spätere Lebensgefährtin Christine Heyder aus Ronsdorf kennen. Nach einem kurzen – von 1770 bis 1772 währenden – Medizinstudium in Straßburg, wo er seinen späteren Freunden Johann Wolfgang Goethe und Johann Gottfried Herder begegnete, ließ er sich als praktischer Arzt und Augenarzt in Elberfeld (heute zu Wuppertal) nieder. Dort begann er auch mit der augenärztlichen Chirurgie, in die er durch den Anatomen und Chirurgen Lobstein eingeführt wurde. Bis an sein Lebensende operierte Jung-Stilling mindestens 2000 Patienten am Grauen Star. Der ihm von Goethe zugeführte Patient Heinrich Ludwig von Lersner (1703–1785) erblindete allerdings nach einer beidseitigen Staroperation durch Jung-Stilling.
Aufgrund mehrerer technischer und ökonomischer Aufsätze in der Fachliteratur erhielt Jung einen Ruf als Professor an die Kameral Hohe Schule in Lautern. Er gab daher seine Tätigkeit als Arzt auf und lehrte ab 1778 in Lautern als Professor der Landwirtschaft, Technologie, Fabriken- und Handelskunde sowie Vieharzneikunde. Als die Kameral Hohe Schule 1784 mit der Universität Heidelberg vereinigt wurde, zog er erneut um. Nach einigen Jahren in Heidelberg lehrte Jung von 1787 bis 1803 als Professor für ökonomische Wissenschaften an der Universität Marburg und wurde 1803 durch Karl Friedrich von Baden, später mit dem Rang eines Geheimen Hofrats in Geistlichen Dingen, zum Berater ohne ein öffentliches Amt berufen. Im Jahre 1798 gründete er zusammen mit dem Oberforstmeister Friedrich Ludwig von Witzleben die Forstlehranstalt zu Waldau.

### Wirken in Marburg
Jung-Stilling wohnte im geräumigen Fachwerkhaus Hofstatt 11 in Marburgs Oberstadt. Jung war nach dem Tod seines Schwiegervaters, des Theologen und Philosophen Johann Franz Coing (1725–1792), von der früheren Wohnung am Ende der Barfüßerstraße in das Familienanwesen seiner dritten Frau Elise (1756–1817) in der Hofstatt umgezogen. Hier wirkte er bis zu seiner Entlassung 1803 und dem Wechsel in badische Dienste. Sein Roman Das Heimweh entstand 1793/94 noch in Marburg.
Jung war 1789 der Begründer des Staatswissenschaftlichen Instituts in Marburg. Seine Ernennung verdankte er dem Umstand, dass der für die Professur vorgesehene Leipziger Professor Nathanael Gottfried Leske (1751–1786) auf dem Weg zum Dienstantritt bei Cölbe verunglückte und wenig später in Marburg starb. Als Professor für Ökonomie, Kameral- und Finanzwissenschaft wurde Jung 1787 nach Marburg berufen, ein Selfmademan, der, aufbauend auf Erfahrungen und Beobachtungen in der heimatlichen Siegerländer Eisenwirtschaft, autodidaktisch umfangreiche Fachkenntnisse erworben hatte. In der Lehre vertrat er anhand selbst verfasster Kompendien Themengebiete wie Staatswissenschaft, Forstwissenschaft, Landwirtschaft, Technologie, Handels- und Finanzwissenschaft sowie Polizeiwissenschaft (Verwaltungswissenschaft); auch Tierarzneikunde gehörte zu seinem Ressort. Seine augenärztliche Tätigkeit als erfolgreicher Operateur des Grauen Stars, der seine Patienten bis hin in die Schweiz aufsuchte, setzte er ebenfalls in Marburg fort. Jung unterrichtete, wie an vielen Universitäten bis ins 19. Jahrhundert hinein üblich, in einem im eigenen Haushalt eingerichteten Auditorium. „Sein Vortrag ist natürlich, frei, deutlich und lebhaft.“, berichtete 1789 der Pädagoge und „Universitäts-Bereiser“ Friedrich Gedike (1754–1803) an seinen Auftraggeber, den preußischen König Friedrich Wilhelm II. 1792 stand er als Prorektor der Universität vor. Jungs ab 1798 herausgegebene missionarische Volkszeitschrift Der Graue Mann erregte den Verdacht der Kasseler Aufsichtsbehörden und setzte in Marburg eine Vorzensur für Universitätsschriften in Gang.

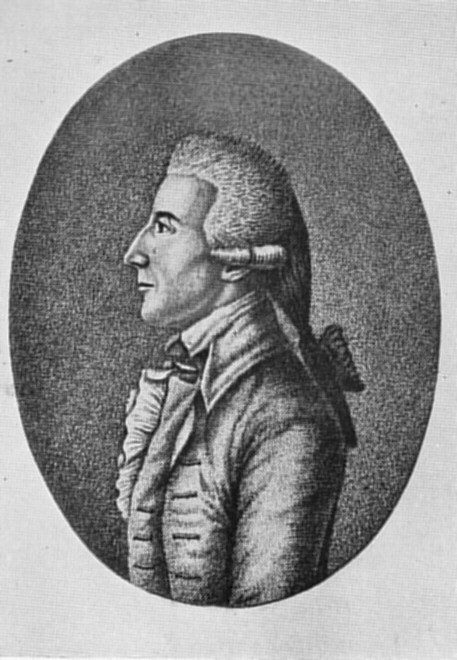
Heinrich Jung-Stilling

Von 1806 bis zu seinem Tod lebte er als Großherzoglich Badischer Geheimer Hofrat Johann Heinrich Jung, genannt Jung-Stilling, in Karlsruhe von einer Pension des Kurfürsten. Warum sich Jung den Namen „Stilling“ beilegte, ist nicht genau bekannt; „still“ bedeutete zu seiner Zeit in erster Linie „friedlich“. Andere Erklärungen verweisen darauf, dass er wegen seiner Zugehörigkeit zu den Stillen im Lande, den Pietisten, Jung-Stilling genannt wurde.
Hohe Bekanntheit erlangte Jung durch seinen Freund Johann Wolfgang Goethe, der ohne Jungs Wissen den ersten Band von dessen Lebenserinnerungen veröffentlichen ließ: Heinrich Stillings Jugend. Eine wahrhafte Geschichte, eine zeitüblich verschlüsselte Autobiographie und wichtiger Vorläufer des Entwicklungsromans. Die Brüder Jacob Grimm und Wilhelm Grimm übernahmen später drei Märchen aus Jungs Lebensgeschichte in ihre Sammlung: Jorinde und Joringel, Der alte Großvater und sein Enkel und Die alte Bettelfrau.
Die Romane – Geschichte des Herrn von Morgenthau (1779), Geschichte Florentins von Fahlendorn (1781) und Leben der Theodore von der Linden (1783) – zeigen ihn als Vertreter des „empfindsamen“ Erziehungsromans. Mit dem Roman Das Heimweh (1794–1796 in vier Bänden erschienen) begann Jung-Stillings religiöses Spätwerk, das sich durch deutlich vertretene pietistische Positionen auszeichnet. Als einer der einflussreichsten Vertreter des Spätpietismus wurde Jung-Stilling zu einem Wegbereiter der Erweckungsbewegung. Insbesondere durch die Periodika Der Graue Mann (1795–1816) und Des christlichen Menschenfreunds biblische Erzählungen (1808–1816) wurde Jung-Stilling zum führenden Erbauungsschriftsteller der Erweckungsbewegung und zu einem der meistgelesenen religiösen Schriftsteller überhaupt.

### Mitgliedschaften
Johann Heinrich Jung-Stilling war ein aktives Mitglied im Bund der Freimaurer. Seine Loge war die Karl August zu den drei flammenden Herzen in Kaiserslautern. Um 1812 war er der persönliche Bürge von Max von Schenkendorf bei dessen Aufnahme. Trotzdem nimmt der Historiker Gerhard Schwinge eine zunehmende Distanzierung Jung-Stillings von der Freimaurerei um 1787 an.

### Familie und Verwandtschaft
Heinrich Jung-Stilling war dreimal verheiratet:
1. 1771 in Radevormwald mit Christine Catharine Heyder (1751–1781) aus Ronsdorf, Tochter des Fabrikanten Johann Peter Heyder (1723–1785) und der Marie Magdalena Scharwächter (* 1725); der Ehe entstammen 3 Kinder, darunter Johanna Magdalena Margaretha (1773–1826)[12] und Jakob (1774–1846),[13]
2. 1782 in Kreuznach mit Maria Salome bzw. Susanne Maria von St. George („Selma von St. Florentin“) (1760–1790) aus Wiesbaden, Tochter des öttingen-wallersteinischen Kammerdirektors Johann Wilhelm von St. George und der Catherine Sophie Thielen; der Ehe entstammen 6 Kinder, u. a. Elisabeth („Lisette“) (1786–1802),[14] Caroline („Lenchen“) (1787–1821),[15] Carl und Franz (1790-um 1791),
3. 1790 in Marburg mit Elisabeth („Elise, Liesgen“) Coing (1756–1817), Tochter des Theologieprofessors Johann Franz Coing (1725–1792) aus Siegen und der Elisabeth Christina Lubecca Duising; der Ehe entstammen 4 Kinder: Lubecka (1791–1794), Christian Ludwig Friedrich (1795–1853),[16] Amalie („Malchen“) Elisabeth Sophie (1796–18. Januar 1860),[17][18] Christine (1799–1869).[19]

Jung-Stilling war ein Vorfahre des Publizisten und Fernsehmoderators Johannes Gross (1932–1999) sowie des Komponisten Reinhard Schwarz-Schilling (1904–1985) und damit auch Ur-Ur-Ur-Großvater des Politikers und Unternehmers Christian Schwarz-Schilling.

## Denkmal und Erinnerungen

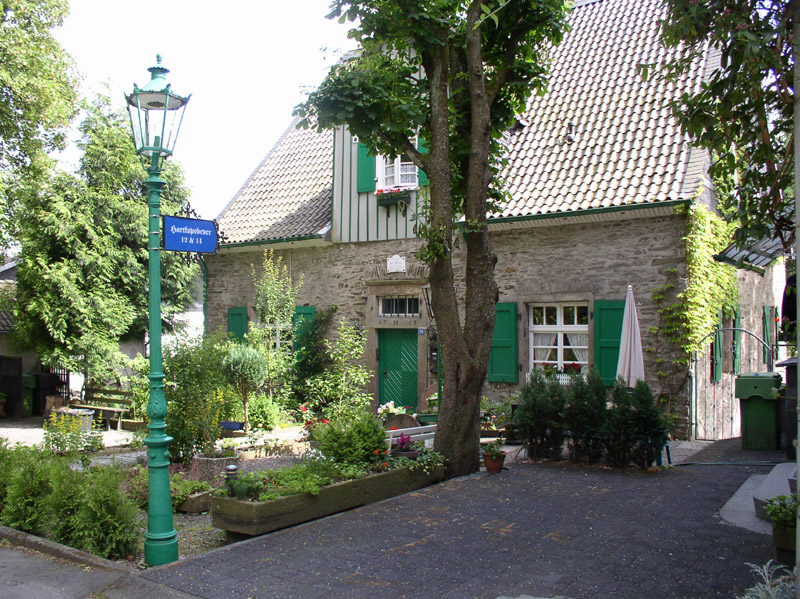
Jung-Stilling-Haus in Hückeswagen-Hartkopsbever, 2004

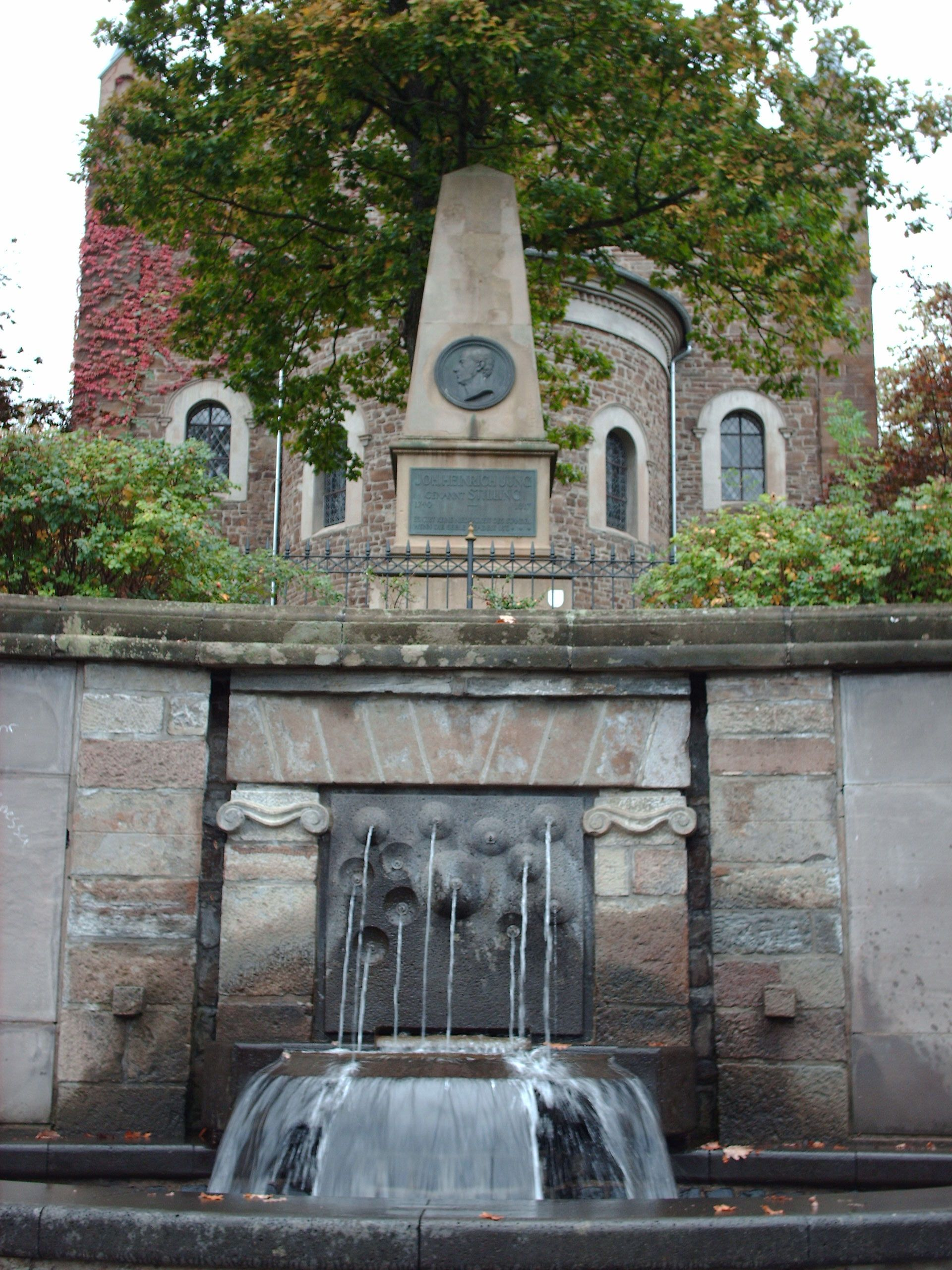
Jung-Stilling-Denkmal mit Brunnen in Hilchenbach

In Hilchenbach-Grund befindet sich Jung-Stillings Geburtshaus mit einer kleinen Gedenkstube.
In Hückeswagen steht in der Ortschaft Hartkopsbever das so genannte Jung-Stilling-Haus, wo Jung-Stilling 1762/63 als Hauslehrer tätig war. Ein weiteres Jung-Stilling-Haus gibt es im Studentendorf von Marburg.
In Hilchenbach errichteten ihm dankbare Freunde und Gönner ein Denkmal, das auf einem Reliefmedaillon seinen Kopf im Linksprofil zeigt. In den Museen in Hilchenbach und im Oberen Schloss in Siegen wurden Jung-Stilling-Stuben eingerichtet, die an sein Lebenswerk erinnern. Das Siegel der dortigen Ev.-ref. Kirchengemeinde trägt bis heute seinen Sinnspruch „Selig sind, die das Heimweh haben, denn sie sollen nach Haus kommen.“
In Hilchenbach gab es außerdem bis 2008 ein Jung-Stilling-Gymnasium und in der benachbarten Stadt Kreuztal gibt es die Jung-Stilling Gemeinschaftsgrundschule Kreuztal-Kredenbach. Des Weiteren gibt es in der Gemeinde Dietzhölztal-Ewersbach eine Jung-Stilling-Grundschule.
In Espelkamp wurde 1962 von der Evangelischen Kirche im Rheinland und der Westfälischen Landeskirche gemeinsam das Jung-Stilling-Institut gegründet. Mit dem Ziel, mehr junge Theologen auszubilden, konnte dort auf dem zweiten Bildungsweg die Hochschulreife erlangt werden. 1964 siedelte sich das Institut in einem ehemaligen Internat an. Anfang der 1970er Jahre nahm der Besuch ab, sodass sich die Kirchen von der Einrichtung trennten, die in der Folge von der Stadt Minden als Weser-Kolleg Minden weitergeführt wurde.
In Siegen gibt es das Jung-Stilling-Krankenhaus und eine Jung-Stilling-Schule.
In Kaiserslautern, wo er lange wirkte, ist eine Straße nach ihm benannt. In Hilchenbach gibt es eine Jung-Stilling-Allee, in Netphen einen Jung-Stilling-Platz, in Dreis-Tiefenbach gab es lange Zeit eine Jung-Stilling-Linde; im Marburger Studentendorf trägt ein Wohnheim Jung-Stillings Namen.
Weitere Straßen und Wege, die mit dem Namen des Gelehrten bezeichnet wurden, gibt es in Ahlen, Betzdorf, Bochum, Burbach (Siegerland), Dortmund, Düsseldorf, Freudenberg (Siegerland), Hückeswagen, Karlsruhe, Kreuztal, Neunkirchen (Siegerland), Radevormwald, Siegen, Wilnsdorf und Wuppertal.

## Werke

### Gesamtausgaben und Auswahlbände
- Züge aus dem Leben des Johann Heinrich Jung, genannt Stilling. Hrsg.: Friedrich Wilhelm Bodemann, Bielefeld 1868 (ULB Münster)
- 1835 Johann Heinrich Jung’s, genannt Stilling, sämmtliche Schriften. 3 Bände. Stuttgart 1935.
  - Band 1: „Lebensgeschichte“. (Druck und Verlag von Fr. Henne) (Digitalisat und Volltext im Deutschen Textarchiv)
  - Band 2: „Scenen aus dem Geisterreiche“. (Druck und Verlag von Fr. Henne)
  - Band 3: „Die Siegesgeschichte der christlichen Religion“. (J. Scheible’s Buchhandlung)

= Band 1–3 von:
- 1835–1838 Johann Heinrich Jung-Stillings sämtliche Schriften. 8 Bände, Neudruck. Olms, Hildesheim / New York 1979 (ohne die wirtschaftswissenschaftlichen Arbeiten), ISBN 3-487-06811-7 (Band 1) bis ISBN 3-487-06818-4 (Band 8)
- Heinrich Jung-Stilling Lesebuch. Zusammengestellt und mit einem Nachwort von Thomas Weitin, Nylands Kleine Westfälische Bibliothek Band 29, Bielefeld: Aisthesis 2011, ISBN 978-3-89528-845-6.

### Einzelwerke
- 1772 Specimen de historia Martis Nassovico-Siegenensis […]. Medizinische Dissertation Straßburg. Hrsg. und kommentiert von Erich Mertens (Digitalisat)
- 1775 Die Schleuder eines Hirtenknaben
- 1775 Günstige Erfolge mit dem Daviel’schen Verfahren der Cataract-Extraction. Sendschreiben an Herrn Stadtchirurgen Hellmann, dessen Urtheil die Lobenstein’schen Starmesser betreffend.
- 1776 Die große Panacee wider die Krankheit des Religionszweifels.
- 1776 Die Theodicee des Hirtenknaben.
- 1777 Heinrich Stillings Jugend.
- 1778 Heinrich Stillings Jünglingsjahre.
- 1778 Heinrich Stillings Wanderschaft.
- 1779 Die Geschichte des Herrn von Morgenthau.
- 1779 Versuch einer Grundlehre sämmtlicher Kameralwissenschaften. (Digitalisat und Volltext im Deutschen Textarchiv)
- 1780 ff. aus dem Volkslehrer
- 1782–1784 Das goldne Buch, oder Lehre der Land=wirthschaft für die Bauern, erschienen im "Volkslehrer"
- 1783 Versuch eines Lehrbuchs der Landwirthschaft der ganzen Welt.
- 1784 Versuch einer Grundlehre sämmtlicher Kameralwissenschaften.
- 1784 Theobald oder Die Schwärmer. (online)
- 1785 Versuch eines Lehrbuchs der Fabrikwissenschaft.
- 1785 Versuch eines Lehrbuchs der Vieharzneikunde. (2 Teile)
- 1786 Anleitung zur Cameral-Rechnungs-Wissenschaft.
- 1787 Lehrbuch der Forstwirthschaft. (2 Teile)
- 1788 Lehrbuch der Staats-Polizey-Wissenschaft.
- 1789 Lehrbuch der Finanz-Wissenschaft.
- 1789 Heinrich Stillings häusliches Leben.
- 1790 Lehrbuch der Cameral-Wissenschaft oder Cameral-Praxis.
- 1791 Blicke in die Geheimnisse der Natur-Weisheit.
- 1791 Johann Heinrich Jungs, der W. und A. Doktors, und ordentlichen oͤffentlichen Lehrers der Oekonomie, Finanz- und Cameral-Wissenschaften in Marburg, Methode, den grauen Staar auszuziehen und zu heilen, nebst einem Anhang von verschiedenen andern Augenkrankheiten und der Cur-Art derselben. Mit Kupfern. Neue Akademische Buchhandlung, Marburg.
- Jung-Stillings Roman „Florentin und Rosine“ in französischer Sprache
- 1792 System der Staatswirthschaft.
- 1793 Über den Revolutions-Geist unserer Zeit.
- 1794–1796 Das Heimweh.
- 1795–1801 Scenen aus dem Geisterreich.
- 1798 Staatswirthschaftliche Ideen. Erstes Heft.
- 1799 Lehrbuch der Handlungswissenschaft.
- 1799 Die Siegesgeschichte der christlichen Religion in einer gemeinnützigen Erklärung der Offenbarung Johannis.
- 1804 Heinrich Stillings Lehr-Jahre.
- 1808 Theorie der Geister-Kunde.
- 1809 Apologie der Theorie der Geisterkunde.
- 1816 Lehrsätze der Naturgeschichte für Frauenzimmer.
- Antwort an Sulze. Kommentierter Text.